# Attalea maracaibensis
Attalea maracaibensis är en enhjärtbladig växtart som beskrevs av Carl Friedrich Philipp von Martius. Attalea maracaibensis ingår i släktet Attalea och familjen Arecaceae. Inga underarter finns listade i Catalogue of Life.